# Achterstrengen
De achterstrengen, ook funiculus posterior of funiculus dorsalis, zijn het deel van de witte stof van het ruggenmerg dat tussen de sulcus medianus posterior en het cornu posterius van de grijze stof ligt.
De achterstrengen zijn nog onder te verdelen in een fasciculus gracilis en een fasciculus cuneatus. Net als bij de motorische homunculus bij de motorische schors is er in de achterstrengen ook een zekere mate van somatotopie aanwezig, dit wil zeggen dat er overeenstemming is tussen de plek waar de zenuwvezels in het ruggenmerg liggen en de corresponderende plek in het lichaam. Zenuwvezels vanuit de sacrale, lagere gebieden liggen dicht bij de sulcus medianus posterior, zenuwvezels vanuit cervicale, hogere gebieden liggen meer anterior, vooraan, bij het cornu posterius.
De gnostische sensibiliteit, die uit proprioceptie, dat is de waarneming van de lichaamspositie in de ruimte, vibratiezin en fijne tastzin, verloopt ipsilateraal, aan de overeenkomstige kant, via de achterstrengen naar de medulla oblongata, waar de banen pas kruisen. Vandaar verlopen de banen via de lemniscus medialis door de hersenstam naar de contralaterale, ertegenover liggende, thalamus.
|  |  |  |